# DeMarco Murray
DeMarco Murray (* 12. Februar 1988 in Las Vegas, Nevada) ist ein ehemaliger US-amerikanischer American-Football-Spieler auf der Position des Runningbacks. Er spielte zuletzt bei den Tennessee Titans in der National Football League (NFL). In der Saison 2014, noch im Trikot der Dallas Cowboys, führte er die NFL mit den meisten erlaufenen Yards an.
Murray spielte College Football für die University of Oklahoma und wurde von den Dallas Cowboys im NFL Draft 2011 ausgewählt.

## NFL
DeMarco Murray wurde im NFL Draft 2011 von den Dallas Cowboys in der dritten Runde als 71. Spieler ausgewählt. Er war der sechste Runningback, der in diesem Draft ausgesucht wurde.
Er unterzeichnete am 29. Juli 2011 einen 4-Jahres-Vertrag über 2,97 Millionen US-Dollar mit einem Signingbonus von 622.000 US-Dollar. Nach dem Auslaufen des Vertrages bei den Cowboys wechselte Murray im März 2015 als Free Agent zu den Philadelphia Eagles. Dort unterschrieb er einen 5-Jahres-Vertrag über 42 Millionen US-Dollar, davon waren 21 Millionen US-Dollar garantiert. In Philadelphia spielte er an der Seite von Sam Bradford, mit dem er bereits an der University of Oklahoma zusammenspielte.
Zur Saison 2016 wechselte er zu den Tennessee Titans. Nach der Saison 2017/18 beendete er seine aktive Karriere. 
Nach seinem Karriereende als Spieler wurde Murray 2019 Trainer der Runningbacks der Arizona Wildcats an der University of Arizona. Zur Saison 2020 übernahm er diese Funktion bei den Oklahoma Sooners, seinem ehemaligen College-Team.
Murray ist mit der Schauspielerin Heidi Mueller liiert und hat eine Tochter.